# Maart 1936
| Deze maand                                                                                    |
| --------------------------------------------------------------------------------------------- |
| - Duitsland remilitariseert het Rijnland - Hirota premier van Japan - Vlootverdrag van Londen |

De volgende gebeurtenissen speelden zich af in maart 1936. Sommige gebeurtenissen kunnen één of meer dagen te laat zijn vermeld doordat ze op de datum staan aangegeven waarop ze in het nieuws kwamen in plaats van de datum waarop ze werkelijk hebben plaatsvonden.
- 1: In Syrië wordt een nieuwe regering gevormd onder de voormalige minister van justitie Ata al-Ayoebi.
- 1: Lluís Companys wordt in vrijheid gesteld. De regering van Catalonië treedt af.
- 1: Het Franse parlement stemt voor het pact met de Sovjet-Unie.
- 3: De Duitse minister van economische zaken Hjalmar Schacht uit zijn bezorgdheid over de Duitse buitenlandse politiek, waarvan hij vreest dat het bevordert dat Duitsland ingesloten raakt tussen het land vijandige buurlanden.
- 3: Lluís Companys wordt gekozen tot voorzitter van de Catalaanse generaliteit.
- 3: In Nederland wordt een wetsontwerp ingediend voor een belasting, variërend van 50 cent tot 1 gulden per dag, voor buitenlandse reizen. Grensbewoners en beroepsreizigers kunnen in plaats hiervan een jaarlijks bedrag van 50 cent tot 10 gulden, afhankelijk van het inkomen, betalen.
- 3: De Volkenbond verzoekt Italië en Abessinië tot het staken der vijandelijkheden en het openen van vredesonderhandelingen.
- 3: Op de Vlootconferentie van Londen komen het Verenigd Koninkrijk en Frankrijk tot een akkoord betreffende de grootte der slagschepen.
- 3: De regering van China maakt haar militaire plannen bekend. Deze houden onder meer een invoering van de dienstplicht in.
- 4: In Duitsland worden kerkelijke tijdschriften die zich niet strikt beperken tot de publicatie van kerkelijke verordeningen en beschikkingen als politieke tijdschriften beschouwd, en moeten derhalve onder de verantwoordelijkheid van een tot de beroepslijst behorende redacteur vallen.
- 4: De Belgische commissie-Burlet verklaart dat zich op de gedemilitariseerde linker Rijnoever in Duitsland 30.000 man in kazernes ondergebrachte politie, verschillende paramilitaire organisaties en contingenten van de Arbeidsdienst bevinden. Volgens het Verdrag van Locarno mogen er zich slechts 8440 man in kazernes ondergebrachte politie bevinden.
- 4: De koers van de Russische roebel wordt vastgesteld op 3 Franse franks.
- 4: In Zweden wordt de invoering van de 40-urige werkweek door het parlement verworpen.
- 4: De regeringen van Nederland en Duitsland komen overeen dat in Duitsland woonachtig Nederlandse Joden die zich in Duitsland bedreigd voelen, zich kunnen repatriëren met medeneming van een bepaald bedrag aan geld, vermoedelijk maximaal 15.000-20.000 rijksmark per gezin.
- 5: De bouw van het luchtschip LZ 129 wordt voltooid. Met een lengte van 248 meter en een gasinhoud van 190.000 m3 is het het grootste luchtschip ter wereld.
- 5: Abessinië aanvaardt de oproep van de Volkenbond tot vredesonderhandelingen.
- 5-8: De Britse ambulance in Abessinië wordt tot driemaal toe door de Italianen gebombardeerd. De Britse regering protesteert.
- 6: In een interview door Roy Howard stelt Stalin:
  - Als Japan Mongolië zou binnenvallen, zal de Sovjet-Unie het land te hulp komen.
  - Duitsland heeft plannen om de Sovjet-Unie aan te vallen, en zal daartoe ongetwijfeld landen kunnen vinden waarlangs het, hetzij vrijwillig hetzij via verovering, bij de Russische grens kan komen.
  - Vergeleken met de dreigingen van Duitsland en Japan is het conflict tussen Italië en Abessinië van ondergeschikt belang.
- 6: Het Vaticaan protesteert bij Duitsland tegen de maatregelen betreffende de kerkelijke periodieken.
- 6: Het Belgisch-Franse militaire verdrag van 1920 wordt door een nieuw verdrag vervangen.
- 7: Duitsland zegt het Pact van Locarno op en gaat over tot bezetting van de gedemilitariseerde zone in het Rijnland.
- 7: De Rijksdag zal per 28 maart worden ontbonden. Op 29 maart worden nieuwe verkiezingen gehouden. Joden zijn hierbij niet kiesgerechtigd.
- 8: Zowel Frankrijk als België doen een beroep op de Volkenbond om bijeen te komen in verband met de Duitse opzegging van het verdrag van Locarno.
- 9: Het Italiaanse oppercommando in Abessinië besluit tot een tijdelijke wapenstilstand totdat Italië zijn antwoord aan de Volkenbond heeft gegeven. In werkelijkheid gaan de gevechten echter gewoon door.
- 10: In Japan wordt een nieuwe regering gevormd onder leiding van Koki Hirota.
- 10: Tussen Duitsland en Zweden ontstaat een diplomatiek conflict doordat, nadat Zweden drie nationaalsocialisten had uitgewezen, Duitsland drie Zweedse industriëlen had uitgezet.
- 11: Het Verenigd Koninkrijk stelt voor dat Duitsland zijn troepen op een symbolisch aantal na uit het Rijnland terugtrekt in afwachting van besprekingen.
- 11 - De Nederlandse minister-president Hendrikus Colijn maakt bekend dat zijn regering wegens de ontwikkelingen rond het Rijnland heeft besloten om de winterlichting 1935 / 1936 langer onder de wapenen te houden. Hij eindigt zijn radiorede met de oproep aan de bevolking om even gerust als anders te gaan slapen.
- 12: De Franse Senaat ratificeert het pact met de Sovjet-Unie.
- 12: Frankrijk, het Verenigd Koninkrijk, Italië en België bespreken in Londen de Duitse remilitarisering van het Rijnland, en verklaren dat het in strijd is met de verdragen van Versailles en Locarno.
- 12: Duitsland verwerpt het Britse voorstel voor tijdelijke demilitarisatie van het Rijnland.
- 12: De Sovjet-Unie sluit een verdrag met Mongolië. Hierbij beloven ze wederzijdse hulp in geval van een aanval.
- 14: De Volkenbondsraad bespreekt de Duitse herbezetting van het Rijnland. In toespraken wordt Duitslandveroordeeld wegens schending van het verdrag van Locarno. Duitsland wordt uitgenodigd deel te nemen aan de besprekingen.
- 14: Konstantinos Demertzis vormt een nieuwe regering in Griekenland.
- 14: Oprichting van Meridiaan V, een vereniging ter bevordering van de culturele betrekkingen tussen Nederland en België.
- 16: De Spaanse Cortes komt voor het eerst in nieuwe samenstelling bijeen. Tot de genomen besluiten van president, regering en parlement behoren:
  - Verlenging van de Staat van Alarm
  - Verbod op uitvoer van Spaanse bankbiljetten zonder vergunning
  - Stopzetting van de teruggave van bezittingen aan de jezuïeten
- 17: De regering van premier Milan Stojadinović in Joegoslavië biedt haar ontslag aan. Met enkele personele wijzigingen wordt een nieuwe regering gevormd, opnieuw onder Stojadinović.
- 17: Duitsland neemt de uitnodiging van de Volkenbond om de besprekingen betreffende de remilitarisering van het Rijnland en het verdrag van Locarno bij te wonen aan.
- 17 - VV Barneveld is opgericht.
- 18: Een delegatie geleid door Joachim von Ribbentrop vertrekt naar Londen om de besprekingen van de Volkenbond namens Duitsland bij te wonen.
- 19: De Volkenbondsraad heeft met algemene stemmen vastgesteld dat de remilitarisering van het Rijnland een schending van het verdrag van Locarno vormt (Duitsland stemde tegen, doch de stemmen van Duitsland, Frankrijk en België telden niet mee).
- 20: De mogendheden van het verdrag van Locarno komen tot een overeenstemming, inhoudende:
  - Het pact tussen Frankrijk en de Sovjet-Unie wordt aan het Permanent Hof van Internationale Justitie voorgelegd
  - Duitsland dient een strook van 20 km langs de grens met Frankrijk en België te demilitariseren. Deze strook zal worden bewaakt door Britse en Italiaanse troepen.
  - Duitsland dient de rest van het voormalige gedemilitariseerde gebied niet verder te versterken.
  - Indien Duitsland niet met de voorwaarden instemt, zal gezamenlijke actie worden ondernomen door het Verenigd Koninkrijk, België en Frankrijk.
- 21: De Nederlandse Spoorwegen besluiten tot elektrificatie van de spoorlijnen van Utrecht naar Amsterdam, Den Haag, Rotterdam, Eindhoven en Arnhem.
- 22: Mantsjoekwo aanvaardt een voorstel van Mongolië om de grensgeschillen tussen beide landen door een gemengde commissie te laten regelen.
- 22: De Italianen voeren een zwaar bombardement uit op Jijiga.
- 24: Duitsland verwerpt de voorstellen van de Locarno-mogendheden.
- 24: In antwoord op revolutionaire bewegingen die reeds een aantal maanden actief zijn, wordt in geheel Brazilië de Staat van Oorlog afgekondigd.
- 25: Het Vlootverdrag van Londen tussen het Verenigd Koninkrijk, de Verenigde Staten en Frankrijk wordt gepubliceerd.
- 29: Bij een stemming in Duitsland waarbij goedkeuring van de politiek van Adolf Hitler wordt gevraagd stemt 98.95% voor. Internationaal wordt de stemming niet serieus genomen.
- 29: De Italianen bombarderen Harar.
- 30: De Sovjet-Unie sluit een pact met Mongolië.
- 31: Het voorstel om een belasting in te voeren op buitenlandse reizen wordt in de Tweede Kamer negatief ontvangen.
- 31: Harar wordt getroffen door een zwaar Italiaans bombardement.
- 31-4: De Hindenburg maakt zijn eerste tocht, van Friedrichshafen naar Rio de Janeiro.
- 31: De Belgische frank wordt weer inwisselbaar tegen goud. De nieuwe vaste koers van de belga is 0,150632 gram goud.

En verder:
- De versterking van de haven van Singapore tot een vlootbasis komt gereed.
- In Spanje vinden zware onlusten plaats, gericht op de kerk.
- Ernstige overstromingen treffen het oosten van de Verenigde Staten.
- Saoedi-Arabië en Irak sluiten een verdrag:
  - opheffing van handelsbelemmeringen
  - militair bondgenootschap
  - gezamenlijke diplomatieke vertegenwoordiging

← · januari · februari · maart · april · mei · juni · juli · augustus · september · oktober · november · december ·  →